# Ceolfrid
Ceolfrid, o Ceolfrith (640 circa – 717), è stato un monaco cristiano britannico che guidò le comunità monastiche di Wearmouth e di Jarrow dopo san Benedetto Biscop.

## Biografia
Secondo san Beda il Venerabile, che fu suo allievo a Wearmouth-Jarrow, Ceolfrid avrebbe accompagnato San Benedetto Biscop almeno in uno dei suoi viaggi a Roma. Condividendo con Benedetto la passione per i libri, continuò ad accrescere la biblioteca di Wearmouth, la più ampia dell'Inghilterra anglosassone con i suoi 300 volumi. Divenne guida della comunità monastica nel 686.
Il suo più grande progetto fu quello di compilare 3 edizioni della Bibbia, di cui rimane solo un esemplare, conosciuta come Codex Amiatinus. Sebbene anziano, decise di portare di persona una copia del testo al Papa, a Roma. Dopo un lungo viaggio via mare, approdò in Germania. La guerra, però, lo costrinse a restare nel monastero francese di Langres (nella Borgogna), dove morì.